# 平凡 (小説)
『平凡』（へいぼん）は、二葉亭四迷の小説。1907年（明治40年）10月30日-12月31日『東京朝日新聞』連載、1908年3月刊行。『浮雲』『其面影』に続く二葉亭第3の長編小説である。当時主流の自然主義文学への皮肉が見られる。

## あらすじ
今年39歳になる「私」は下級官吏であるが、かつては文士であった。そんな「私」が過去を思い出しながらまずは幼少期から書き出す。そんな頃に文壇に在籍する旧友が尋ねてきて、下らない話（文学論や文壇のゴシップや執筆を促す忠告など）をして行く。しかし、「私」はそんな事よりも、親の口から体を大切にしろという言葉の方を聞きたいとバッサリと切り捨てて、親のことや小学校時代に飼っていた愛犬ポチのことを思い出して書き出す。そしてここから、度々教科書にも引用されたというポチの話がはじまる。ポチが殺される所まで書き終えた後、一見高尚そうな言葉をずらりと並べる。しかしそんなのは皆嘘で、人間が皆犬殺しに見えたことだけが本当だと切り捨てる。中学を卒業し、法律の勉強のために東京に出てくると、文学にかぶれだし、額に汗して働く人々を馬鹿にしだす。ヒット作が一つ生まれて順調になるが女性に夢中になっている間に、父が病気になって、急いで帰った時には手遅れになってしまう。父の死という強烈な実感のおかげで目が覚めた「私」は母を連れて上京し、文壇を去って今の役所に勤めだすのだった。